# Albańskie Siły Powietrzne
Siły powietrzne Albanii (alb. Forcat Ajrore Shqiptare) – część sił zbrojnych Albanii.
Po zakończeniu II wojny światowej Albania dysponowała sprzętem produkcji ZSRR. Pierwszymi myśliwcami odrzutowymi na wyposażeniu albańskich sił zbrojnych były MiG-15 i MiG-17. W późniejszym okresie podstawowym myśliwcem stał się MiG-19. Zakupiono od ZSRR dwanaście myśliwców MiG-19PM, ale gdy stosunki Albanii ze Związkiem Radzieckim drastycznie się pogorszyły, głównym dostawcą części do samolotów oraz nowych samolotów stały się Chiny. Rząd kupił partię myśliwców Shenyang F-5 (chińska kopia samolotu MiG-17F) oraz Shenyang F-6 (kopia MiG-19S). W 2004 r. na stanie albańskich sił powietrznych wciąż było 65 MiG-ów-19 i F-6, stacjonujących głównie w bazie w Rinas, choć wiele z nich nie jest wykorzystywanych.
Na początku lat siedemdziesiątych Albania zakupiła partię 12 samolotów F-7A (chińska kopia myśliwca MiG21F-13 – samoloty używane w Albanii zostały wyprodukowane w zakładach Shenyang (przed przeniesieniem produkcji do Chengdu). Od 1974 r. stacjonują one w bazie w Gjadër, dwa z nich uległy rozbiciu. Podczas rozruchów w 1997, urządzenia bazy Gjadër uległy jednak uszkodzeniom, w związku z czym w 2000 r. dwa pozostałe F-7 przeniesiono do bazy Rinas. Choć już przestarzałe jak na standardy początków XXI w., wciąż pozostają najbardziej nowoczesnymi myśliwcami w armii albańskiej. Do 2005 roku wycofano wszystkie śmigłowce i samoloty produkcji radzieckiej i chińskiej izaczęto modernizować lotnictwo najpierw  dostarczono bezpłatnie kilkanaście starych śmigłowców – pochodziły one z Niemiec (Bo.105) oraz Włoch (AgustaBell AB-205 oraz AgustaBell AB-206). Niedawno rozpoczęto także zakupy nowego sprzętu.

do 1958
1958-1960
1960-1991
1991-teraz

## Wyposażenie
| Samolot              | Zdjęcie   | Producent | Typ                       | Wersja    | Liczba sztuk | Uwagi                                                                                            |
| Śmigłowce            | Śmigłowce | Śmigłowce | Śmigłowce                 | Śmigłowce | Śmigłowce    | Śmigłowce                                                                                        |
| -------------------- | --------- | --------- | ------------------------- | --------- | ------------ | ------------------------------------------------------------------------------------------------ |
| Agusta Westland A109 |           | Włochy    | transport VIP             |           | 1            |                                                                                                  |
| AgustaBell AB-205    |           | Włochy    | śmigłowiec wielozadaniowy |           | 3            |                                                                                                  |
| AgustaBell AB-206    |           | Włochy    | śmigłowiec wielozadaniowy |           | 5            |                                                                                                  |
| Bölkow Bo 105        |           | Niemcy    | śmigłowiec wielozadaniowy |           | 6            |                                                                                                  |
| Eurocopter AS532     |           | Francja   | śmigłowiec wielozadaniowy | AS532     | 4            | Dostawy w toku, w wyniku wypadku we Francji dostarczonych zostanie 4 z pierwotnie zamówionych 5. |
| Eurocopter EC145     |           | Niemcy    | śmigłowiec wielozadaniowy |           | 3            |                                                                                                  |

### Wycofane
| Typ           | Ilość | W służbie | Wycofanie |
| ------------- | ----- | --------- | --------- |
| Y-5 (An-2)    | 23    | 1963      | 2005      |
| Ił-14         | 12    | 1957      | 2005      |
| H-5 (Ił-28)   | 4     | 1957      | 1997      |
| MiG-15bis     | 46    | 1955      | 2005      |
| MiG-15UTI     | 34    | 1955      | 2005      |
| Shenyang J-5  | 32    | 1962      | 2005      |
| Shenyang J-6C | 86    | 1959      | 2005      |
| Chengdu J-7A  | 12    | 1965      | 2005      |
| Shenyang JJ-5 | 38    | 1962      | 2005      |
| Z-5 (Mi-4)    | 67    | 1957      | 2005      |
| CJ-6 (Jak-18) | 38    | 1962      | 2005      |